# عبدالله السعید
عبدالله محمود سعید محمد (۱۳ ژوئیهٔ ۱۹۸۵) بازیکن فوتبال اهل مصر است.

## باشگاهی
از باشگاه‌هایی که در آن بازی کرده‌است می‌توان به اسماعیلی، الاهلی مصر، الاهلی عربستان سعودی و اهرام سبورت اشاره کرد.

## تیم ملی
وی همچنین در تیم ملی فوتبال مصر بازی کرده‌است.